# Ugaritische Schrift

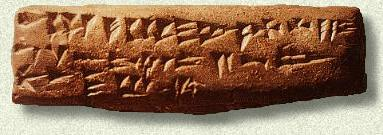
Tafel mit dem ugaritischen Alphabet (KTU 5.6 = RS 12.168)

Die ugaritische Schrift war ab dem Ende des 14. Jahrhunderts oder dem Beginn des 13. Jahrhunderts v. Chr. im Stadtstaat Ugarit bis zu dessen Untergang im frühen 12. Jahrhundert v. Chr. in Gebrauch. Neben zahlreichen Funden aus der Hauptstadt Ugarit (ca. 1500 Texte) sowie dem südwestlich davon gelegenen Ras Ibn Hani (ca. 200 Texte) sind auch einige wenige Schriftzeugnisse außerhalb des ugaritischen Gebietes, etwa in Bet Schemesch, Hala Sultan Tekke oder Tiryns, gefunden worden.
Die ugaritische Schrift ist formal eine Keilschrift, hat aber die Struktur einer Konsonantenschrift, wie diverse andere semitische Schriften z. B. die phönizische Schrift, die hebräische Quadratschrift oder die arabische Schrift.
Es existieren mindestens zwei Ausprägungen der ugaritischen Schrift: Die Mehrzahl der Texte ist in der 30 Lautzeichen umfassenden dextrograden (rechtsläufigen) Langform geschrieben. Die damit geschriebene ugaritische Sprache gehört zusammen mit den kanaanäischen Sprachen und dem Aramäischen zur nordwestlichen Gruppe der semitischen Sprachen. Daneben gab es eine meist sinistrograde (linksläufige) Kurzform, die mutmaßlich für die Verschriftung einer anderen Sprache, etwa des Phönizischen bzw. eines Vorläufers, genutzt wurde.

## Entstehung der ugaritischen Schrift
Es wird angenommen, dass die ugaritische Schrift entstand, indem Zeichen aus den bekannten Keilschriften der Region zur Schreibung des semitischen Lautsystems verwendet wurden. Nach demselben Prinzip hatte sich zuvor schon die protosinaitische Schrift aus den ägyptischen Hieroglyphen entwickelt. Diese erste Alphabetschrift (genauer gesagt Konsonantenschrift) entstand vermutlich um 1700 v. Chr. in Ägypten von oder für semitische Arbeiter oder semitische Sklaven. Es sind jedoch nur wenige Texte in protosinaitischer Schrift entziffert worden, deren genaue Bedeutung Gegenstand eingehenderer Interpretationen bleibt.

## Die ugaritischen Schriftzeichen
Die folgende Tabelle zeigt die Zeichen der ugaritischen Schrift und ihre Alphabetordnung.
Die folgenden Tabellen zeigen die Zeichen der ugaritischen Schrift und ihre Korrespondenz mit dem hebräischen Alphabet.
| 𐎀     | 𐎁      | 𐎂     | 𐎃   | 𐎄      | 𐎅    | Ugaritisch |
| alpa  | beta   | gamla | ḫa  | delta  | ho   | Ugaritisch |
| א     | ב      | ג     |     | ד      | ה    | Hebräisch  |
| Aleph | Beth   | Gimel |     | Daleth | He   | Hebräisch  |
| 𐎆     | 𐎇      | 𐎈     | 𐎉   | 𐎊      | 𐎋    | Ugaritisch |
| wo    | zeta   | ḥota  | ṭet | yod    | kaf  | Ugaritisch |
| ו     | ז      | ח     | ט   | י      | כ    | Hebräisch  |
| Waw   | Zajin  | Chet  | Tet | Jod    | Kaph | Hebräisch  |
| 𐎌     | 𐎍      | 𐎎     | 𐎏   | 𐎐      | 𐎑    | Ugaritisch |
| šin   | lambda | mem   | ḏa  | nun    | ẓu   | Ugaritisch |
|       | ל      | מ     |     | נ      |      | Hebräisch  |
|       | Lamed  | Mem   |     | Nun    |      | Hebräisch  |

| 𐎒      | 𐎓    | 𐎔   | 𐎕     | 𐎖    | 𐎗     |           | Ugaritisch |
| samka  | ʿain | pu  | ṣade  | qopa | raša  |           | Ugaritisch |
| ס      | ע    | פ   | צ     | ק    | ר     | ש         | Hebräisch  |
| Samech | Ajin | Pe  | Tzade | Koph | Resch | Schin     | Hebräisch  |
| 𐎘      | 𐎙    | 𐎚   | 𐎛     | 𐎜    | 𐎝     | 𐎟         | Ugaritisch |
| ṯanna  | ǵain | to  | i     | u    | ṡu    | (Trenner) | Ugaritisch |
|        |      | ת   |       |      |       |           | Hebräisch  |
|        |      | Taw |       |      |       |           | Hebräisch  |

## Unicode
Die ugaritische Schrift ist Teil des Unicode-Standards seit April 2003 mit Release-Version 4.0.
Der Unicode-Block des Ugaritischen umfasst den Bereich U+10380–U+1039F.
| Ugaritisch entsprechend Unicode Version 6.1 – Unicode.org chart (PDF; 109 kB) |   |   |   |   |   |   |   |   |   |   |   |   |   |   |   |   |
|                                                                               | 0 | 1 | 2 | 3 | 4 | 5 | 6 | 7 | 8 | 9 | A | B | C | D | E | F |
| U+1038x                                                                       | 𐎀 | 𐎁 | 𐎂 | 𐎃 | 𐎄 | 𐎅 | 𐎆 | 𐎇 | 𐎈 | 𐎉 | 𐎊 | 𐎋 | 𐎌 | 𐎍 | 𐎎 | 𐎏 |
| U+1039x                                                                       | 𐎐 | 𐎑 | 𐎒 | 𐎓 | 𐎔 | 𐎕 | 𐎖 | 𐎗 | 𐎘 | 𐎙 | 𐎚 | 𐎛 | 𐎜 | 𐎝 |   | 𐎟 |